# Guy Godlewski
Pour les articles homonymes, voir Godlewski.
Guy Godlewski, né le 20 avril 1913 à Saint-Mandé, mort le 22 août 1983 à Marseille, est un médecin français connu pour ses travaux historiques sur Napoléon et le Premier Empire.

## Biographie
Guy Godlewski naît à Saint-Mandé, dans l'actuel département du Val-de-Marne, le 20 avril 1913.
Il effectue ses études de médecine et veut écrire sa thèse de doctorat sur la dernière maladie de Napoléon. Il se rend dans ce but à Sainte-Hélène, mais y est surpris par la déclaration de guerre en 1939. Il change ensuite de sujet de thèse.
Godlewski prend part à la Seconde Guerre mondiale et reçoit la croix de guerre 1939-1945. Il est aussi chevalier de la Légion d'honneur.
Après la guerre, il devient en 1946 chef de clinique à la faculté de médecine de Paris, puis secrétaire général de l'Assemblée de médecine générale et rédacteur en chef des Assises de médecine.
Il épouse en 1952 Gisèle Gonse, résistante.
Comme historien, Guy Godlewski se fait connaître par de nombreux articles et plusieurs livres consacrés à Napoléon Ier. 
Son ouvrage Trois cents jours d’exil. Napoléon à l'île d'Elbe, qu'il publie en 1961, remporte en 1962 le prix Broquette-Gonin de l'Académie française. Selon Jacques Godechot, cet ouvrage est supérieur aux ouvrages sur le sujet ; Godlewski y affirme que la raison principale du départ de Napoléon est qu'il avait par ses espions la certitude d'être déporté plus loin. Dans la réédition quarante ans plus tard, Jean Tulard y affirme dans sa préface que l'ouvrage « n'a pris aucune ride et n'a d'ailleurs pas été remplacé ».
Dans les années 1970 et 1980, il écrit des séries d'articles et donne des conférences avec le Souvenir napoléonien,.
Guy Godlewski est membre de l'Institut Napoléon et président du Souvenir napoléonien de 1969 à 1983. 
Il meurt à Marseille le 22 août 1983.

## Ouvrages

### Ouvrages sur la médecine
- Le Poids normal, sa fixation en fonction de l'âge, de la taille et du sexe, son maintien au cours de la vie, Paris, Vigot frères, 1939, thèse de médecine.
- Obésité et maigreur : régimes rationnels, avec J.- A. Huet, préface de Gregorio Maranon, Paris, J. Flory, 1939.
- De la puberté à la ménopause : problèmes d'endocrinologie clinique, avec Claude Béclère, M. Ferrier et al., Paris, Masson & Cie, 1948.
- Le syndrome hépato-ovarien : étude clinique et thérapeutique, avec J. A. Huet, M.-E. Binet et al., préface par le Professeur Guy-Laroche, Paris, l'Expansion scientifique française, 1949 ; rééd., 1950.
- Aux confins de la vie et de la mort, Paris, Spes, 1950.
- Claude Bernard (1813-1878) et son temps, catalogue d'exposition, avec Jacqueline Sonolet, Paris, Expansion scientifique française, 1957.
- Des médecins et des hommes : Léonard de Vinci, Rabelais, Vincent de Paul, médecins de Molière, Lavoisier, Cagliostro, Marat, Bichat, Corvisart, Larrey, O'Meara, Antommarchi, Savigny, Bretonneau, Véron, Gérard de Nerval, Claude Bernard, préface des Professeurs Guy Laroche et Justin Besançon, Paris, L'Expansion scientifique française, 1972.
- Ces grands esprits fragiles, Paris, R. Laffont, 1983.

### Ouvrages sur l'histoire
- La médecine sous la Révolution, Paris, Hospice de la Salpêtrière, 30 septembre - 7 octobre 1956, Catalogue de l'exposition, Paris, Edition de l'Expansion scientifique française, 1956.
- Napoléon à l'île d'Elbe, Trois cents jours d'exil, préface de Marcel Dunan, Paris, Hachette, 1961 ; – rééd. Paris, Nouveau Monde, 2003, avec préface de Jean Tulard ; – rééd. Paris, Nouveau Monde, 2014.
- Collection d'autographes de médecins français illustres, esquisses biographiques, Paris, Société des Sources de Charrier, [1962].
- Sainte-Hélène, terre d'exil, en collaboration, 1971.
- Napoléon à Fontainebleau (dir.), Paris, Le Souvenir napoléonien, 1974.
- Guide napoléonien : descriptifs des musées, monuments, stèles, curiosités sur l'histoire de 1795 à 1815 en France et à l'étranger, avec Alain Chappet, C. Lavauzelle, 1981.

## Distinctions

### Décorations
- Chevalier de la Légion d'honneur[4]
- Croix de guerre 1939–1945[4]

### Récompenses
- Prix Broquette-Gonin de l'Académie française (1962)[5]